# Economie di apprendimento

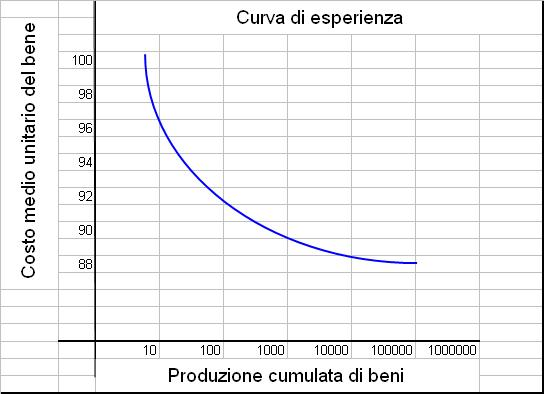
Curva di apprendimento o di esperienza

Si definiscono economie di apprendimento (EDA) le riduzioni regolari e prevedibili dei costi medi unitari del prodotto che si verificano a seguito dell'aumento del volume di produzione. Quindi le EDA dipendono dal volume di output di produzione cumulato sino ad un certo momento, ma a differenza di quanto avviene nelle Economie di scala esse dipendono dall'accumulazione di conoscenze da parte dell'impresa. Si presume infatti che le competenze accumulate dall'impresa durante la sua permanenza sul mercato le abbiano permesso di ottenere un vantaggio in termini di riduzione dei costi derivanti dalle sue implementate capacità di allocazione delle risorse.
Le EDA sono anche chiamate "Economie di scala dinamiche" per contrapporle alle "Economie di scala statiche" (ossia le Economie di scala tout court).
Si possono rappresentare le EDA in un grafico, detto "curva di apprendimento". Esso pone in ascissa il volume di produzione cumulata (che rappresenta l'apprendimento) e in ordinata i costi medi unitari di produzione. Possiamo definire la produzione cumulata come l'integrale della quantità prodotta rispetto al tempo partendo dall'inizio del ciclo di vita di un prodotto.

## Riduzione dei costi
La riduzione dei costi come effetto dell'economia di apprendimento è rappresentato dalla curva di apprendimento (o di esperienza), la quale presenta un andamento decrescente. La riduzione dei costi maggiore si ottiene sui primi lotti di produzione, poi l'andamento della curva è asintotico (tendente a zero). Il che significa che operando nel tratto iniziale della curva, l'impresa può beneficiare di rendimenti di scala crescenti dimostrandosi efficiente, dopodiché non trarrà più alcun beneficio aggiuntivo oltre quello massimo.

## Evidenze empiriche
Nella realtà, il comportamento strategico delle imprese sarà volto ad adattare la propria struttura produttiva in modo che essa raggiunga il livello di produzione ottimale rispetto ai costi da sostenere; essa trarrà vantaggio crescente dall'operare nel primo tratto della curva, vantaggio che risulterà massimo in corrispondenza del punto di minimo oltre il quale il beneficio rimane costante: nel primo tratto infatti l'impresa riuscirà a produrre la maggior quantità di output al minor costo possibile.
Affinché sia efficiente, tuttavia, la strategia in esame deve rivelarsi sostenibile: è necessario a tal fine, per esempio, introdurre innovazioni di processo per ridurre ulteriormente i costi medi e marginali di produzione, garantire un adeguato livello di cultura aziendale e formazione del personale per far fronte ai cambiamenti del contesto competitivo, e così via. Questi cambiamenti determinano una modificazione della curva di apprendimento, permettendo presumibilmente all'impresa di beneficiare di riduzioni di costo maggiori.